# 1-й саміт G6

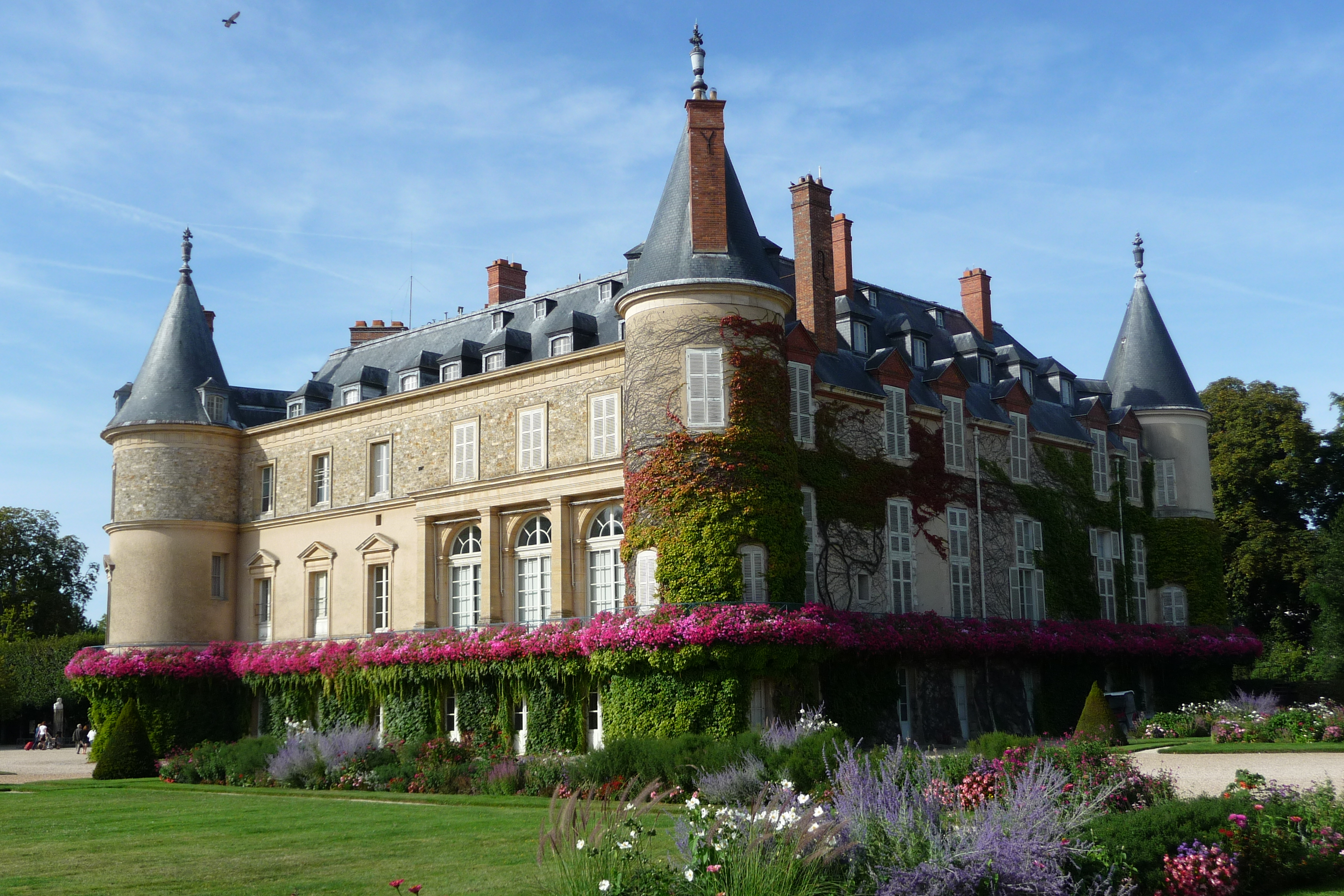

1-й саміт Великої шістки — зустріч на вищому рівні керівників держав Великої шістки, проходив 15—17 листопада 1975 року в Рамбуйє (Франція). Саміт був задуманий як елемент співпраці між Францією та ФРН.

## Учасники
| Core G7 members |                 |                       |                 |
| Учасник         | Учасник         | Представляє           | Посада          |
| Франція         | Франція         | Валері Жискар д'Естен | Президент       |
| Німеччина       | ФРН             | Гельмут Шмідт         | Канцлер         |
| Італія          | Італія          | Альдо Моро            | Прем'єр-міністр |
| Японія          | Японія          | Мікі Такео            | Прем'єр-міністр |
| Велика Британія | Велика Британія | Гарольд Вільсон       | Прем'єр-міністр |
| США             | США             | Джеральд Форд         | Президент       |